# 欧里亚克-拉加斯特
欧里亚克-拉加斯特（法語：Auriac-Lagast）是法国阿韦龙省的一个市镇，属于罗德兹区。该市镇2009年时的人口为229人。

## 人口
欧里亚克-拉加斯特人口变化图示
| 数据来源：INSEE |